# 1973 dans le catholicisme
Chronologie du catholicisme
- 1969
- 1970
- 1971
- 1972
- 1973
- 1974
- 1975
- 1976
- 1977

Cet article présente les faits marquants de l'année 1973 dans le catholicisme.

## Évènements
- 18 au 25 février : Congrès eucharistique international à Melbourne.
- 5 mars : création de 30 cardinaux par Paul VI parmi lesquels Albino Luciani, futur pape Jean-Paul Ier.
- 29 novembre : Ostension du Suaire de Turin.

## Naissances
- 13 février : Thulani Victor Mbuyisa (en), prélat sud-africain, évêque de Kokstad (en)
- 1er avril : Victor Ndione, prélat sénégalais, évêque de Nouakchott
- 7 juin : Joël Devillet, victime belge de pédophilie par un prêtre, lanceur d'alerte
- 8 juin : Philippe Guiougou, prélat français, évêque de Basse-Terre
- 11 août : George Koovakad, cardinal indien de la Curie
- 8 septembre : Eloy Alberto Santiago, prélat espagnol, évêque de Tenerife
- 28 septembre : Geórgios Altouvás, prélat grec, archevêque de Corfou
- 12 novembre : Kryspin Witold Dubiel (en), prélat polonais, diplomate du Saint-Siège et archevêque titulaire de Vannida (de)
- 5 décembre : Cecilia Maria de la Santa Faz, religieuse carmélite argentine († 23 juin 2016)

## Décès

### Janvier
- 12 janvier : Prosper Dodds, prélat français, évêque de Saint-Louis du Sénégal (° 17 février 1915)
- 13 janvier : 
  - Fernando Cento, cardinal italien de la Curie (° 10 août 1883)
  - Gustave Raballand, prélat et missionnaire français, vicaire apostolique de Phnom Penh et évêque titulaire d'Eguga (de) (° 30 octobre 1901)

### Février
- 15 février : Achille Liénart, cardinal français, évêque de Lille (° 7 février 1884)

### Mars
- 8 mars : Benjamín de Arriba y Castro, cardinal espagnol, archevêque de Tarragone (° 8 avril 1886)
- 17 mars : Giuseppe Ferretto, cardinal italien de la Curie (° 9 mars 1899)

### Avril
- 2 avril : Joseph-Charles Lefèbvre, cardinal français, archevêque de Bourges (° 15 avril 1892)
- 29 avril : Bienheureuse Hanna Chrzanowska, religieuse et infirmière polonaise (° 7 octobre 1902)

### Mai
- 7 mai : Arcadio Larraona, cardinal espagnol de la Curie (° 13 novembre 1887)
- 16 mai : Napoléon-Alexandre Labrie, prélat canadien, évêque de Baie-Comeau (° 5 août 1893)
- 23 mai : 
  - Bienheureuse Maria Gargani, religieuse italienne, fondatrice des Sœurs apôtres du Sacré-Cœur (° 23 décembre 1892)
  - Francis Hsu, prélat chinois, évêque de Hong Kong (° 20 février 1820)

### Juin
- 1er juin : Joseph André, prêtre belge, Juste parmi les nations (° 14 mars 1908)
- 6 juin : Henri Poidevineau, prêtre, missionnaire et homme politique français (° 5 août 1904)
- 21 juin : Joseph Guffens, prélat jésuite et missionnaire belge, vicaire apostolique coadjuteur du Kwango et évêque titulaire de Germaniciana (de), fondateur des Frères Joséphites de Kinzambi (° 25 mars 1895)
- 30 juin : Bienheureux Vasyl Velychkovsky, prélat grec-catholique ukrainien, évêque auxiliaire de Lviv, martyr du communisme (° 1er juin 1903)

### Juillet
- 11 juillet : Cesare Zerba, cardinal italien de la Curie, précédemment archevêque titulaire de Colosses (de) (° 15 avril 1892)
- 27 juillet : 
  - Léon Dixneuf, prélat français, évêque auxiliaire de Rennes et évêque titulaire de Vassinassa (de) (° 22 septembre 1920)
  - Irénée Lussier, prêtre et enseignant canadien (° 16 avril 1904)

### Août
- 11 août : George Koovakad, cardinal indien de la Curie

### Septembre
- 3 septembre : Rufino Jiao Santos, cardinal philippin, archevêque de Manille (° 26 août 1908)
- 16 septembre : William Theodore Heard, cardinal écossais de la Curie (° 24 février 1884)
- 18 septembre : Alexandre Poncet, prélat français, vicaire apostolique de Wallis-et-Futuna et évêque titulaire de Basilinopolis (° 12 décembre 1884)
- 22 septembre : Pierre Gardette, prêtre, dialectologue et académicien français (° 13 juin 1906)

### Octobre
- 14 octobre : Jean Mouroux, prêtre et théologien français (° 16 mars 1901)
- 16 octobre : Bienheureux Augustin Thevarparampil, prêtre indien de rite syro-malabar, "Apôtre des intouchables" (° 1er avril 1891)
- 31 octobre : Jean Cassaigne, prélat et missionnaire français, vicaire apostolique de Saïgon et évêque titulaire de Gadara (de) (° 30 janvier 1895)

### Novembre
- 18 novembre : Peter McKeefry, premier cardinal néo-zélandais, archevêque de Wellington (° 3 juillet 1899)

### Décembre
- 13 décembre : 
  - Giuseppe Beltrami, cardinal italien, diplomate du Saint-Siège et archevêque titulaire de Damas (de) (° 17 janvier 1889)
  - Blasius Kurz, prélat et missionnaire allemand, préfet apostolique de Lingling (° 3 février 1894)
- 16 décembre : Cyprien Rome, prêtre français (° 4 mai 1898)
- 17 décembre : Amleto Cicognani, cardinal italien de la Curie, cardinal-secrétaire d’État (° 24 février 1883)
- 29 décembre : Vincent Victor Dereere, prélat carme et missionnaire belge, évêque de Trivandrum (de) puis évêque titulaire d'Ibora (de), précédemment évêque de Quilon (en) (° 12 février 1880)